# کارآگاه محله چینی‌ها ۲
کارآگاه محله چینی‌ها 2 (چینی: 唐人街探案 ۲) یک فیلم ساخته شده در سال ۲۰۱۸ چینی به کمدی-رمز و راز و زوج هنری و کارگردانی و نوشته شده توسط چن سیچنگ و با ایفای نقش وانگ بایوکیانگ و لی هوران است. این فیلم با فروشی بیش ۵۰۰٫۴ میلیون دلار آمریکا توانست دومین فیلم پرفروش ۲۰۱۸ و سومین فیلم پرفروش در تمام دوران‌های چین را به دست آورد.

## بازیگران
- وانگ بایوکیانگبه عنوان تانگ رن (چینی: 唐仁)
- لیو هوران به عنوان شین فنگ (چینی: 秦风)
- شیائو یانگ به عنوان سونگ یی (چینی: 宋义)
- ناتاشا لیا بردیزو به عنوان چن یینگ
- شانگ یوسیان به عنوان کیکو
- وانگ سون به عنوان لو گئوفو
- یوئن واه به عنوان مو یوکیان
- ساتوشی تسومابوکی
- مایکل پیت
- کنث تسانگ به عنوان عموی هفت
- ناتاشا لیو بوردیزو